# Belmopan
Belmopan este capitala statului Belize, o țară localizată în America Centrală. 